# La Almunia de Doña Godina
Pour les articles homonymes, voir Almunia.
La Almunia de Doña Godina est une commune d’Espagne, dans la province de Saragosse, communauté autonome d'Aragon. Elle appartient à la comarque de Valdejalón

## Démographie
Selon le recensement de 2004 la ville comptait 7.023 habitants.
Evolution démographique de la ville.